# 1999年德國聯賽盃
1999年德國聯賽盃為第三屆舉行的德國聯賽盃，於1999年7月10日至7月17日進行，賽事由1998至99年德國甲組足球聯賽首五名及德國盃冠軍參加。最後決賽拜仁慕尼黑擊敗雲達不萊梅連續第三年奪標。

## 參賽球會
- 拜仁慕尼黑（德甲聯賽冠軍）
- 勒沃库森（德甲聯賽亞軍）
- 柏林赫塔（德甲聯賽季軍）
- 多蒙特（德甲聯賽殿軍）
- 凯泽斯劳滕（德甲聯賽第五名）
- 不来梅沙洲（德國盃冠軍）

## 賽事

### 半準決賽
| 7月10日 17:45 | 利華古遜 | 3 : 1 | 凯泽斯劳滕 | 耶拿         |
| 7月11日 18:15 | 哈化柏林 | 1 : 2 | 多特蒙德   | 奥斯纳布吕克 |

### 準決賽
| 7月13日 18:15 | 不来梅沙洲 | 2 : 1 | 勒沃库森 | 奥厄     |
| 7月14日 19:45 | 拜仁慕尼黑 | 1 : 0 | 多蒙特   | 奥格斯堡 |

### 決賽
| 7月17日 17:45 | 不来梅沙洲 | 1 : 2 | 拜仁慕尼黑 | 勒沃库森 |

## 外部連結
- （德文） 德國聯賽盃官方網站